# Ann Veronica Janssens
Ann Veronica Janssens (Folkestone, 1956) is een Belgische hedendaags kunstenaar die vooral experimenteert met licht en vloeistoffen. Ze woont in Brussel, maar is internationaal actief. Ze studeerde beeldhouwkunst aan La Cambre (Brussel) en werkt sinds eind de jaren 1970 rond visuele en zintuiglijke kunst.
Janssens is vertegenwoordigd door Galerie Mennour, Galerie Micheline Szwajcer en Esther Schipper Gallery.

## Artistiek werk
Janssens creëert beeldende kunst, site-specifeke en immersieve installaties en is actief als choreografe en scenografe. Zo werkte ze samen met Pierre Droulers en creëerde ze lichteffecten bij choreografieën van Anne Teresa De Keersmaeker.
In Janssens' installaties en sculpturen zonder vaste vorm (stoom, nevel, lichteffecten, optisch bedrog, kleuren, geluid) staat de beweging, de overgang van het ene materiaal in het andere centraal. In die broosheid zit voor haar de schoonheid.
Haar werken worden o.a. bewaard in
- M HKA in Antwerpen, België[6]
- KMSKB in Brussel, België[7]
- Mu.ZEE in Oostende, België[8]
- MACS in Grand Hornu, België[9]
- S.M.A.K. in Gent, België[10]
- Middelheim, België
- Museum Voorlinden in Wassenaar, Nederland
- Louisiana Museum in Humlebæk, Denemarken
- Centre Pompidou in Parijs, Frankrijk
- Nasher Sculpture Museum in Dallas, TX, Verenigde Staten

## Tentoonstellingen

### Selectie solotentoonstellingen
- South London Gallery in Londen (2020)
- Louisiana Museum in Humlebæk, Denemarken (2020)[11][12]
- De Pont Foundation in Tilburg, Nederland (2018)
- Kiasma Museum in Helsinki, Finland (2018-2019)[13]
- Baltimore Museum of Art, MD, Verenigde Staten, (2018)[14]
- Institute of Contemporary Art in Villeurbanne, Frankrijk (2017)[15]
- Nasher Sculpture Center in Dallas (USA) (2016)[16]
- S.M.A.K. in Gent (2015)
- Pirelli Hangar Bicocca Foundation in Milaan, Italië (2023)[17]
- Collection Lambert in Avignon, Frankrijk (2022)[18]
- Panthéon in Parijs, Parijs (2022)[19]

### Selectie groepstentoonstellingen
- "Aux origines de l'abstraction. 1800-1914", Musée d’Orsay (2003)
- "Shifting Spaces", Hayward Gallery, Londen
- "Le musée absent", Wiels, Brussel (2017)
- "Illumination", Louisiana Museum of Modern Art, Humlebæk, Denemarken (2016)
- "Another Minimalism", Fruitmarket Gallery, Edinburgh, Schotland (2015)
- "Zehn Räume Drei Loggien und Ein Saal", Sprengel Museum, Duitsland (2015)
- "Formes simples" in het Centre Pompidou-Metz en het Mori Art Museum, Tokio (2014)
- "Light Show", Hayward Gallery, Londen
- Museum of Contemporary Art, Sydney
- Sharjah Art Foundation, Verenigde Arabische Emiraten (2013-2015)
- "Dynamo. Un siècle de lumière et de mouvement dans l'art 1913-2013", Grand Palais, Paris (2013)
- "Fruits de la Passion", Centre Pompidou, Parijs (2012)
- "unExhibit", Generali Foundation, Wenen (2011)
- "Universal Code" , The Power Plant - Contemporary Art Gallery, Canada (2009)
- "Ecstasy, In And About Altered States" at MOCA, Los Angeles, USA (2005)
- "Natuurlijk", Kröller-Müller Museum, Nederland (2002)
- "Stimuli", Witte de With en Museum Boijmans Van Beuningen, Nederland (1999)

Samen met Michel François vertegenwoordigde ze België op de 48ste Biennale van Venetië in 1999. Ze nam ook deel aan Manifesta 8 in Murcia (2010-2011), Manifesta 10 in Sint-Petersburg (2014) en aan de biënnales van Sydney (1998 en 2012), Istanbul (1997), Sharjah (2019), Seoul en Sao Paulo (1994).

## Onderscheidingen
Laureaat Prijs Jonge Belgische Schilderkunst, 1979